# 3rd Marine Aircraft Wing

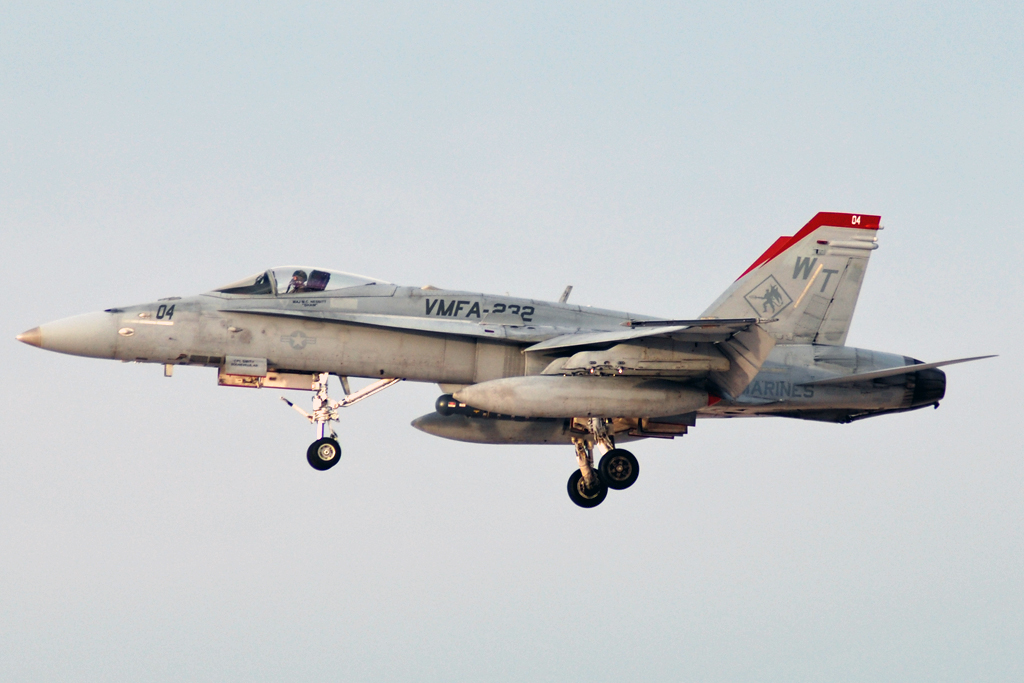
F/A-18C del VMFA-232

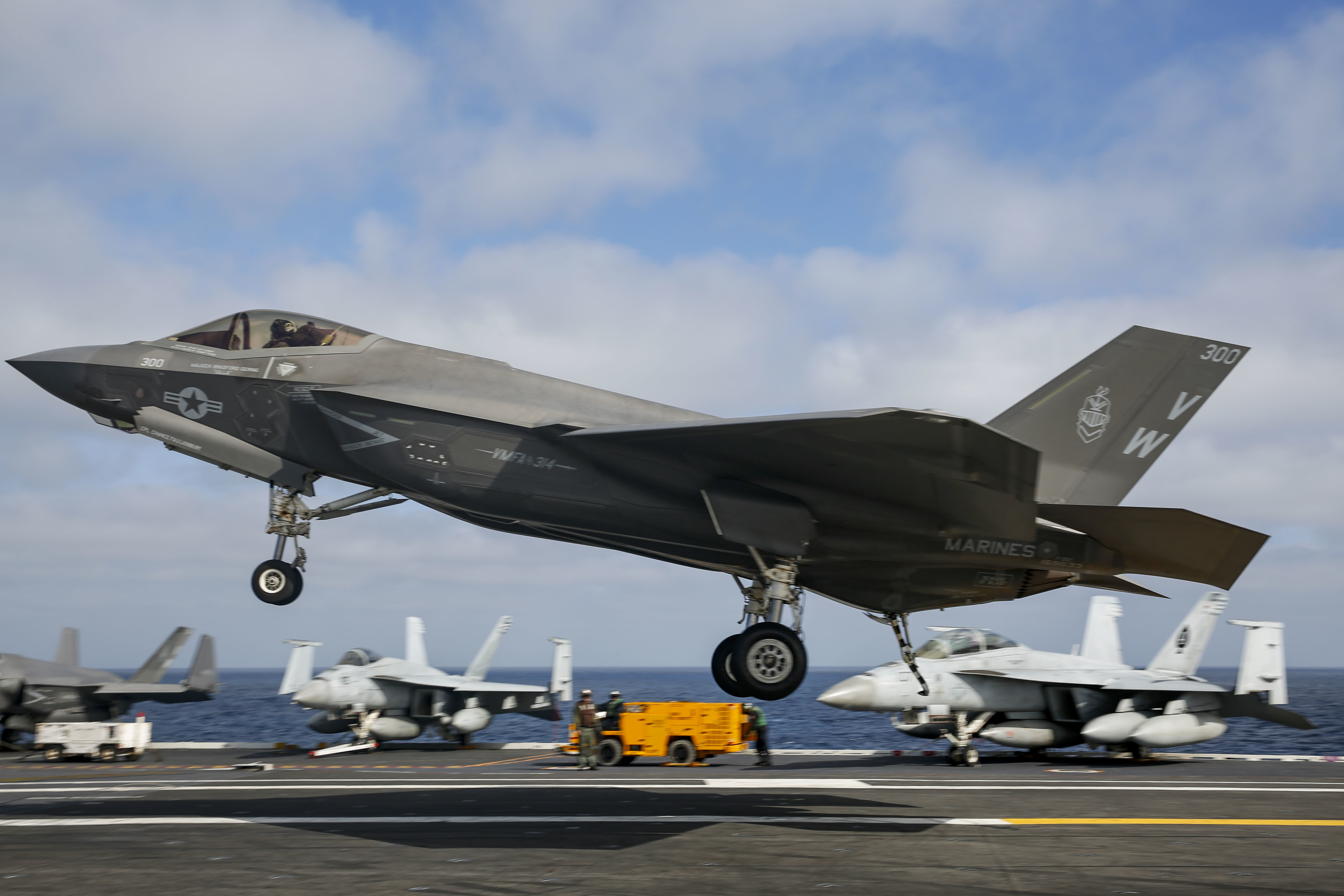
F-35C Lighning II del VMFA-314

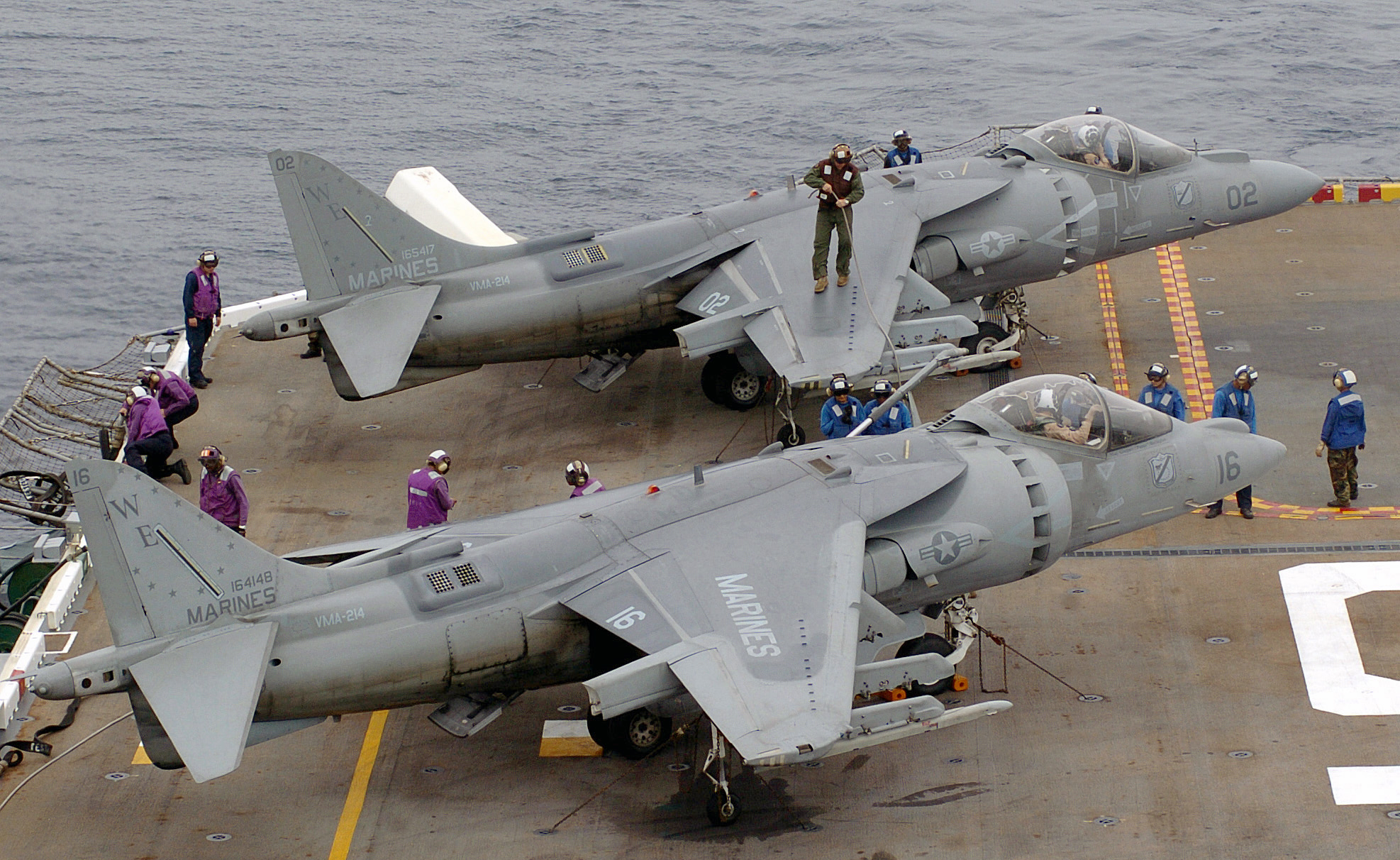
AV-8B del VMA-214

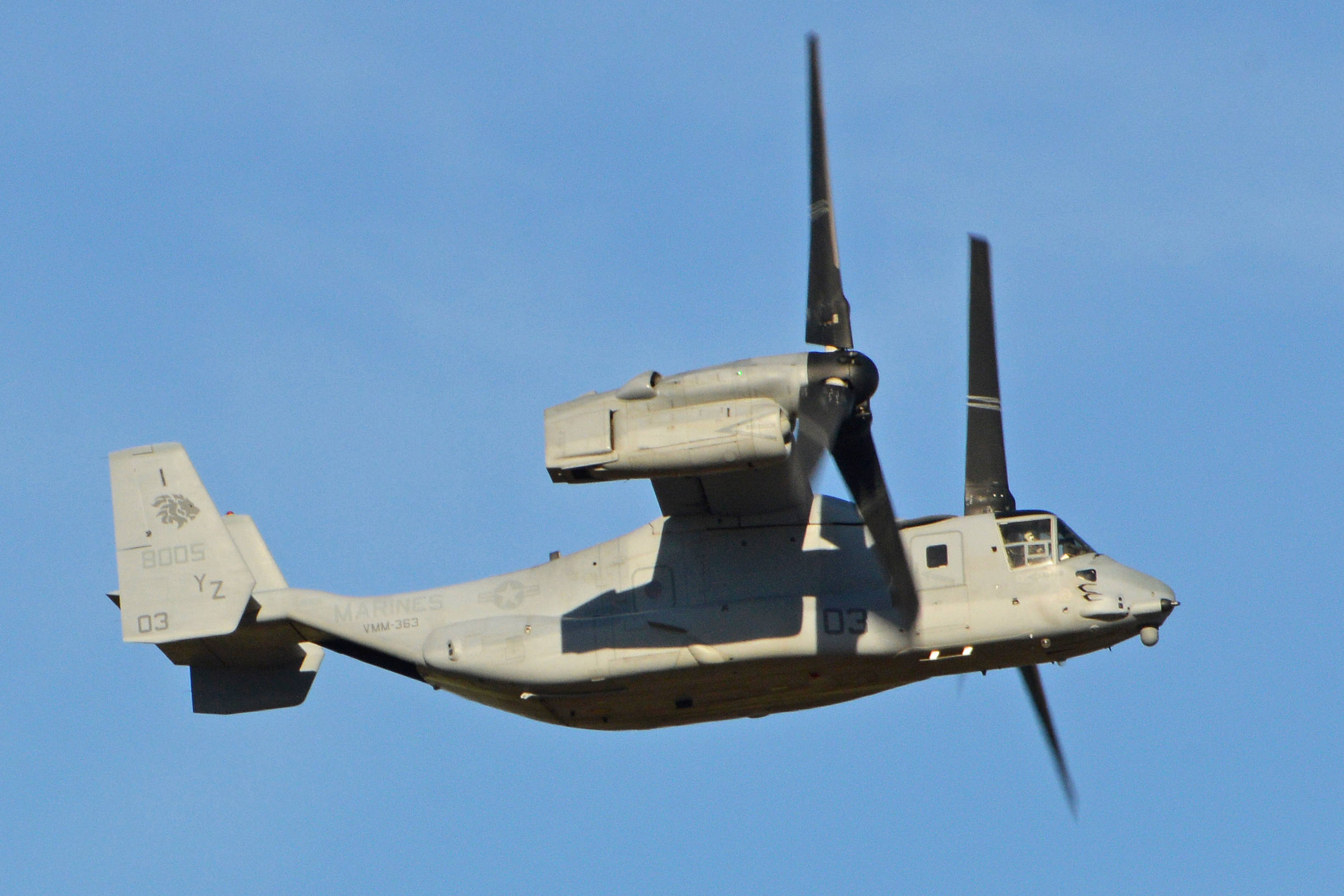
MV-22B Osprey del VMM-363

Il 3rd Marine Aircraft Wing è uno stormo aereo del United States Marine Corps. Il suo quartier generale è situato presso la Marine Corps Air Station Miramar, in California.

## Equipaggiamento
Lo stormo dispone dei seguenti velivoli:
- 65 F/A-18A/C/D
- 48 F-35B
- 12 F-35C
- 32 AV-8B
- 15 KC-130J
- 6 RQ-21A
- 48 CH-53E
- 84 MV-22B
- 60 AH-1Z
- 60 UH-1Y

## Organizzazione
- Marine Wing Headquarters Squadron 3
- Marine Aircraft Group 11
  -  Marine Aviation Logistics Squadron 11
  -  Marine Fighter/Attack Training Squadron 101, codice visivo di coda SH - Equipaggiato con 41 F/A-18A/C/D. Sarà disattivato nel 2024
  -  Marine Fighter/Attack Squadron 314, codice visivo di coda VW, attualmente imbarcato con il CVW-9, codice visivo di coda NG - Equipaggiato con 12 F-35C
  -  Marine Fighter/Attack Squadron 232, codice visivo di coda WT   Equipaggiato con 12 F/A-18C. Prevista la conversione sul F-35B dal 2029
  -  Marine Fighter/Attack Squadron 323, codice visivo di coda WS - Equipaggiato con 12 F/A-18C. Prevista la conversione sul F-35B dal 2030
  -  Marine Aerial Refueler Transport Squadron 352, codice visivo di coda QB - Equipaggiato con 15 KC-130J
  -  Marine Fighter/Attack Training Squadron 502, codice visivo di coda WF - Equipaggiato con 25 F-35B Lightning II
- Marine Aircraft Group 13, Marine Corps Air Station Yuma, Arizona
  -  Marine Aviation Logistics Squadron 13
  -  Marine Fighter/Attack Squadron 214, codice visivo di coda WE - Disattivato e riattivato nel 2023 con 10 F-35B
  -  Marine Fighter/Attack Squadron 311, codice visivo di coda WL - Equipaggiato con 10 F-35C
  -  Marine Fighter/Attack Squadron 122, codice visivo di coda DC - Equipaggiato con 16 F-35B
  -  Marine Fighter/Attack Squadron 211, codice visivo di coda CF - Equipaggiato con 16 F-35B
  -  Marine Fighter/Attack Squadron 225, codice visivo di coda CE - Equipaggiato con 16 F-35B
  -  Marine UAV Squadron 1, codice visivo di coda WG - Equipaggiato con 6 RQ-21A
- Marine Aircraft Group 16, Marine Air Station Miramar, California
  -  Marine Aviation Logistics Squadron 16
  -  Marine Medium Tiltrotor Squadron 161, codice visivo di coda YR - Equipaggiato con 12 MV-22B
  -  Marine Medium Tiltrotor Squadron 163, codice visivo di coda YP - Equipaggiato con 12 MV-22B
  -  Marine Medium Tiltrotor Squadron 165, codice visivo di coda YW - Equipaggiato con 12 MV-22B
  -  Marine Medium Tiltrotor Squadron 166, codice visivo di coda YX - Equipaggiato con 12 MV-22B
  -  Marine Medium Tiltrotor Squadron 362, codice visivo di coda YL - Equipaggiato con 12 MV-22B
  -  Marine Heavy Helicopter Squadron 361, codice visivo di coda YN - Equipaggiato con 12 CH-53E
  -  Marine Heavy Helicopter Squadron 462, codice visivo di coda YF - Equipaggiato con 12 CH-53E
  -  Marine Heavy Helicopter Squadron 465, codice visivo di coda YJ - Equipaggiato con 12 CH-53E
  -  Marine Heavy Helicopter Squadron 466, codice visivo di coda YK - Equipaggiato con 12 CH-53E
- Marine Aircraft Group 39, Camp Pendleton, California
  -  Marine Aviation Logistics Squadron 39
  -  Marine Light Attack Helicopter Training Squadron 303, codice visivo di coda QT - Equipaggiato con 15 AH-1Z e 12 UH-1Y
  -  Marine Light Attack Helicopter Squadron 169, codice visivo di coda SN - Equipaggiato con 15 AH-1Z e 12 UH-1Y
  -  Marine Light Attack Helicopter Squadron 267, codice visivo di coda UV - Equipaggiato con 15 AH-1Z e 12 UH-1Y
  -  Marine Light Attack Helicopter Squadron 367, codice visivo di coda VT - Equipaggiato con 15 AH-1Z e 12 UH-1Y
  -  Marine Light Attack Helicopter Squadron 369, codice visivo di coda SM - Equipaggiato con 15 AH-1Z e 12 UH-1Y
  -  Marine Light Attack Helicopter Squadron 469, codice visivo di coda SE - Equipaggiato con 15 AH-1Z e 12 UH-1Y
  -  Marine Medium Tiltrotor Squadron 164, codice visivo di coda YT - Equipaggiato con 12 MV-22B
  -  Marine Medium Tiltrotor Squadron 364, codice visivo di coda PF - Equipaggiato con 12 MV-22B
- Marine Wing Support Group
  -  Marine Wing Support Squadron 373, Marine Air Station Miramar, California
  -  Marine Wing Support Squadron 371, Marine Corps Air Station Yuma, Arizona
  -  Marine Wing Support Squadron 374, Marine Air Station Miramar, California
  -  Marine Wing Support Squadron 372, Camp Pendleton, California
- Marine Air Control Group 38
  -  Marine Air Control Squadron 1
    - ATC Company K, Camp Pendleton, California
    - ATC Company L, Marine Air Station Miramar, California
    - ATC Company M, Marine Corps Air Station Yuma, Arizona
    - ATC Company A, Marine Corps Air Station Yuma, Arizona
    - ATC Company B, Camp Pendleton, California

  -  Marine Air Support Squadron 3
  -  Marine Wing Communications Squadron 38
    - Detachment 1
    - Detachment 2

  -  3rd Low Altitude Air Defense Battalion